# 아들과 연인 (1992년 영화)
"아들과 연인"은 1992년에 개봉한 대한민국의 영화이다.

## 캐스팅
- 박근형 : 현태 역
- 이재룡 : 진호 역
- 박정수 : 하연 역
- 김혜선 : 가희 역
- 정선우
- 박일
- 김형자
- 김상익
- 박소연
- 국정환
- 박용팔
- 정용국
- 오희찬
- 이석구
- 안진수
- 맹찬재
- 박예숙
- 길경석
- 황진영
- 구본민
- 김은정
- 김미정
- 박은정
- 계미경
- 김미야